# الظهر الأعلى (قفل شمر)

تعديل مصدري - تعديل

الظهر الأعلى هي إحدى قرى عزلة بني جل بمديرية قفل شمر التابعة لمحافظة حجة، بلغ تعداد سكانها 1049 نسمة حسب تعداد اليمن لعام 2004.